# Калінінська сільська рада (Біжбуляцький район)
Калі́нінська сільська рада (рос. Калининский сельский совет) — муніципальне утворення у складі Біжбуляцького району Башкортостану, Росія. Адміністративний центр — село Усак-Кічу.

## Населення
Населення — 1311 осіб (2019, 1525 в 2010, 1713 в 2002).

## Склад
До складу поселення входять такі населені пункти:
| Населений пункт         | Населення, осіб (2002) | Населення, осіб (2010) |
| ----------------------- | ---------------------- | ---------------------- |
| Александровка, присілок | 61                     | 25                     |
| Єрмолкино, село         | 375                    | 354                    |
| Іттіхат, присілок       | 340                    | 284                    |
| Петровка, присілок      | 107                    | 92                     |
| Рудники, присілок       | 6                      | 3                      |
| Усак-Кічу, село         | 824                    | 767                    |